# Ansar al-Sharia (Mali)
Ansar al-Sharia (Mali) (Apoiadores da Sharia) é um grupo radical islamita que atua na região de Azauade no Mali.

## Histórico
Após a insurgência em Azauade em 2012, a região norte do Mali alcançou a independência de facto do governo central do Mali com esta região tomada por uma série de grupos islâmicos, incluindo Ansar Dine, Movimento para a União e a Jihad na África Ocidental e Alcaida no Magrebe Islâmico.
Em 9 de dezembro de 2012, um grupo de islamitas do Mali, na cidade de Gao, anunciou a criação de um novo grupo chamado Ansar al-Sharia, uma denominação usada por organizações de recente fundação em vários países muçulmanos, incluindo Iêmem, Líbia e Tunísia. 
A maioria dos líderes do grupo são da tribo árabe de Barabiche de Tombuctu; algumas das famílias desta tribo supostamente mantêm relações por casamento com elementos da Al-Qaeda no Magrebe Islâmico.   A composição étnica deste grupo está em contraste com a Ansar Dine dominada por tuaregues.
Como os outros grupos Ansar al-Sharia, a filial no Mali é descrita como baseada em certos princípios, como oposição à democracia, ideologia de jihadismo salafista e o objetivo de estabelecer um emirado islâmico.  Sua formação não foi acompanhada pela provisão da ajuda e da pregação religiosa que sempre caracterizou os outros ramos da Ansar al-Sharia.
Após a  intervenção francesa de 2013 no norte do Mali, os grupos jihadistas anteriormente atuando na região passaram a combater como uma insurgência; no entanto, a Ansar al-Sharia não tem sida creditado com participação em qualquer um deles. 